# 茶葉蛋

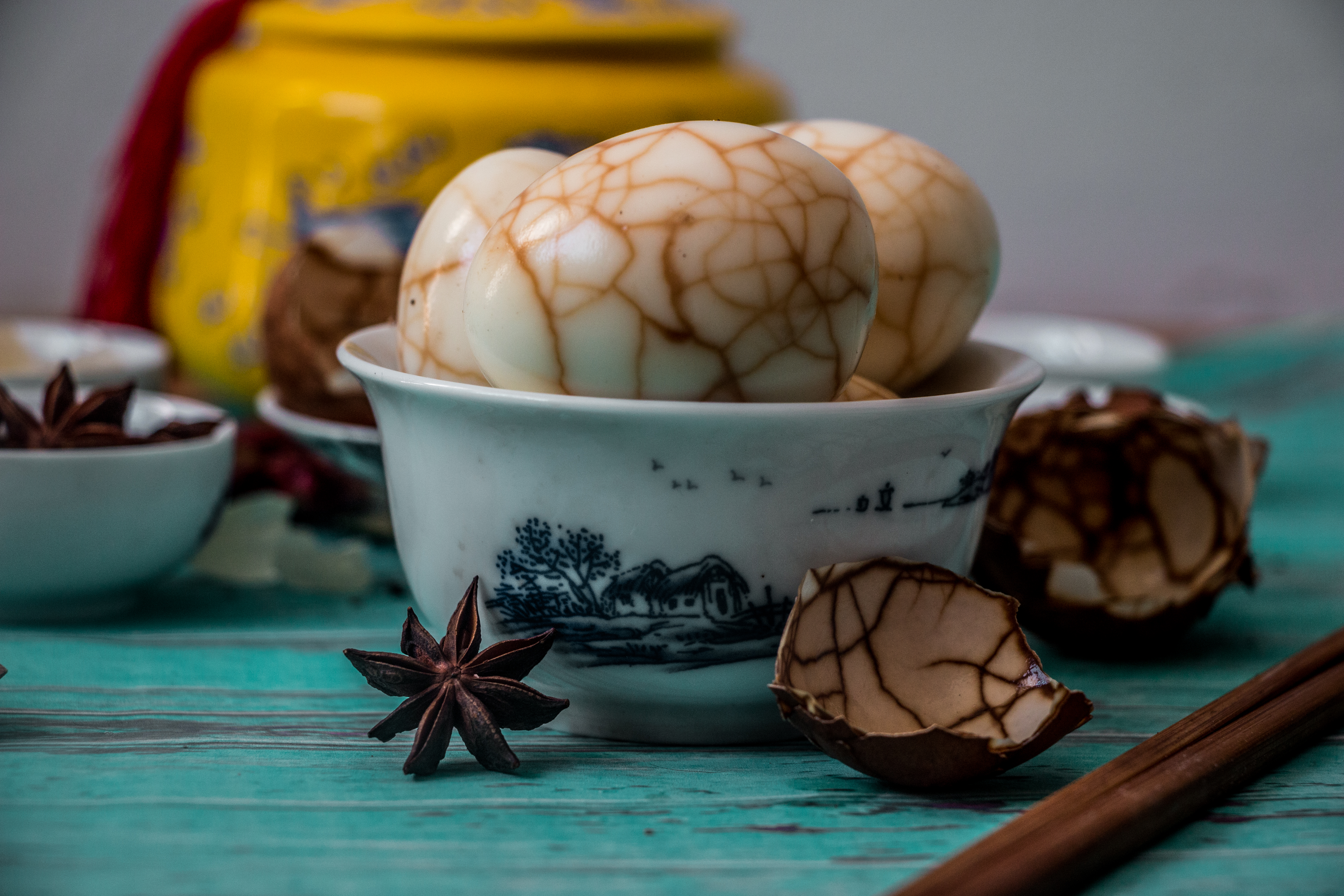
茶葉蛋

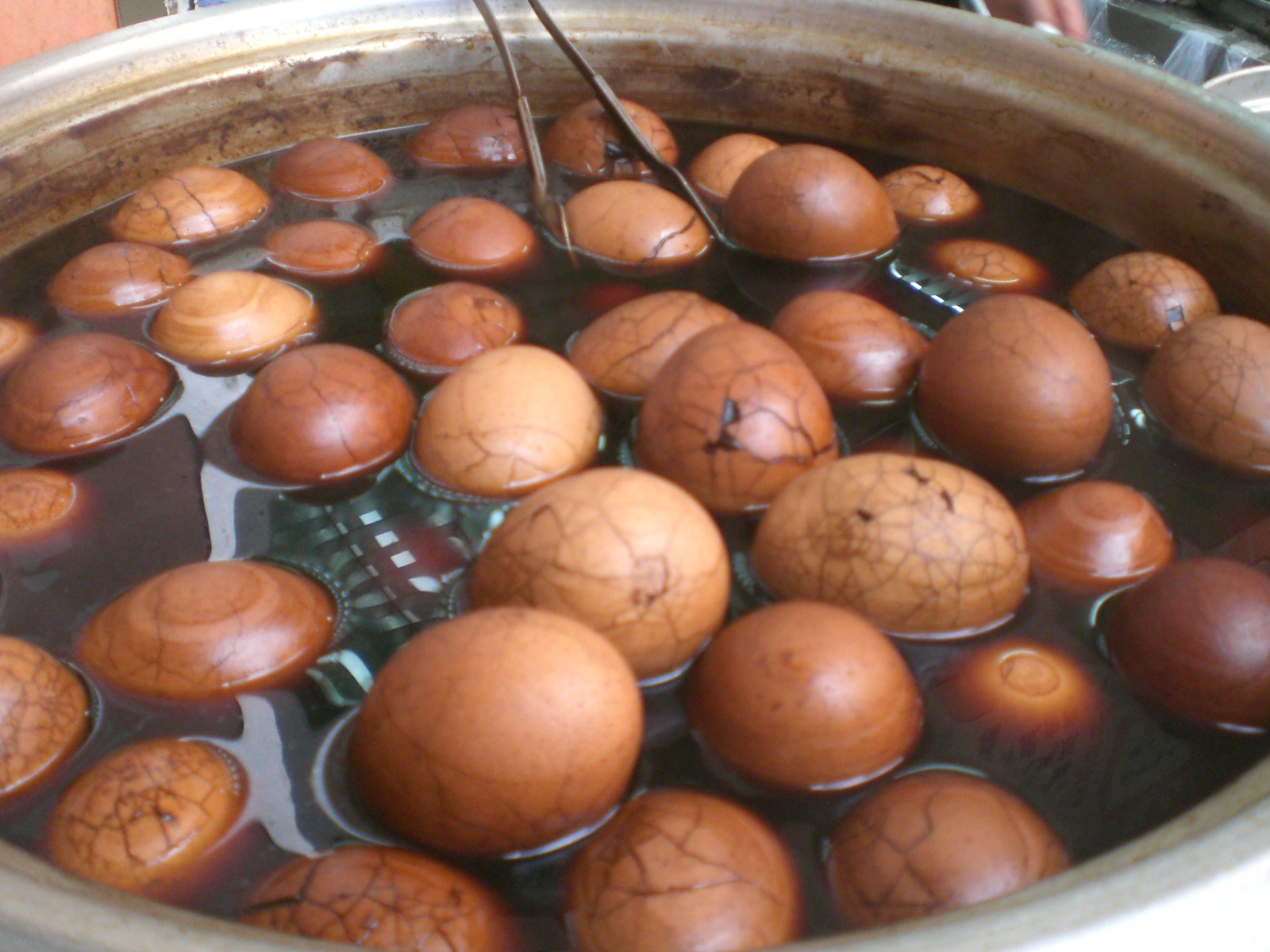
一鍋茶葉蛋

茶葉蛋，又名茶蛋、鹽茶蛋、五香蛋、五香茶葉蛋、茶雞蛋，是一種歷史悠久的蛋類料理。

## 製作
製作茶葉蛋的雞蛋須要先煮熟，然後把雞蛋的蛋殼略為敲裂，再把雞蛋放入以用茶葉、五香粉及醬油等調味料製作的滷水中烹調，使雞蛋带有調味料的味道，並且在蛋白表面留下和蛋殼裂纹相對應的棕色花纹。

## 材料
茶葉蛋的湯汁沒有固定標準，但一般包括烏龍茶葉或紅茶葉，八角及山椒則作為香料，加入醬油替蛋殼入色、雞蛋入味，並以鹽及糖調味。